# کاسا-۱۰۰۰
کاسا-۱۰۰۰ یا کاسا یک‌هزار (به انگلیسی: CASA-1000) عنوان طرح انتقال برق تاجیکستان و قرقیزستان از راه افغانستان به پاکستان است.
این پروژه یکی از زیرساخت‌های مهم بازار انرژی برق آسیای مرکزی و جنوبی به‌شمار می‌آید. ظرفیت انتقال انرژیِ این پروژه معادل ۱۳۰۰ مگاوات خواهد بود.
هزینهٔ این پروژه بیش از یک میلیارد دلار برآورد شده‌است که نیمی از آن را بانک جهانی تأمین می‌کند.
رئیس واحد اجرایی پروژه کاسا ۱۰۰۰، آکیل‌بیک تومن‌بایف، اعلام کرد که صادرات برق قرقیزستان به افغانستان و پاکستان از سال ۲۰۲۷ آغاز خواهد شد. این پروژه که تاجیکستان، قرقیزستان، افغانستان و پاکستان را به هم متصل می‌کند، هدف تأمین برق پایدار و همکاری‌های منطقه‌ای در حوزه انرژی را دارد.
افغانستان  از طریق این پروژه ، ۳۰۰ مگاوات برق به شبکه برق داخلی خود اضافه خواهد کرد.